# 増永麗
増永 麗（ますなが うらら）は、スタジオブーメラン所属のアニメーター。

## 参加作品

### テレビアニメ
- ルパン三世 ハリマオの財宝を追え!! （1995年）動画
- 赤ちゃんと僕 （1996年 - 1997年）原画
- 名探偵コナン （1996年 - ）デザインワークス、総作画監督、作画監督、作画監督補佐、原画、動画、OP原画、サブキャラクターデザイン
- センチメンタルジャーニー （1998年）原画
- スージーちゃんとマービー （1999年 - 2000年）原画
- マイアミ☆ガンズ （2000年）原画
- とっとこハム太郎 （2000年 - 2008年）原画、OP・ED原画
- PROJECT ARMS （2001年 - 2002年）原画
- 巨人の星【特別篇】 猛虎 花形満 （2002年）原画
- ガラスの仮面 （2005年 - 2006年）原画
- ぷるるんっ!しずくちゃん （2006年 - 2007年）原画
- D.Gray-man （2006年 - ）原画
- 全力ウサギ （2008年）原画
- 週刊美肌一族 （2008年）原画、第二原画
- しろくまカフェ（2012年 - 2013年）作画監督

### 劇場アニメ
- 風を見た少年 （2000年）原画
- 劇場版とっとこハム太郎 ハムハムランド大冒険（2001年）原画
- 名探偵コナン 迷宮の十字路 （2003年）原画
- 名探偵コナン 純黒の悪夢 （2016年）第二原画
- それいけ!アンパンマン かがやけ!クルンといのちの星（2018年）原画
- 名探偵コナン 紺青の拳（2019年）作画監督補佐
- それいけ!アンパンマン きらめけ!アイスの国のバニラ姫（2019年）原画
- 名探偵コナン 黒鉄の魚影（2023年）作画監督補佐

### OVA
- アイドルプロジェクト （1995年 - 1997年）原画
- 真（チェンジ!!）ゲッターロボ 世界最後の日 （1998年）原画
- 名探偵コナン コナンvsキッドvsヤイバ 宝刀争奪大決戦!! （2000年）原画
- 名探偵コナン 新一と蘭・麻雀牌と七夕の思い出 （2009年）原画

### ゲーム
- 名探偵コナン 最高の相棒 （2002年）原画